# Kristianstad
Kristianstad è una città svedese nella provincia della Scania nella Svezia meridionale. Ha una popolazione di 35 711 abitanti (2010), poco meno della metà dell'intera popolazione della municipalità di Kristianstad (79 543 abitanti).
Spesso il nome di questa città si confonde con quello delle due città norvegesi di Kristiansand e Kristiansund.

## Amministrazione

### Gemellaggi
Kristianstad è gemellata con le seguenti città:
- Espoo